# Park Hills (Kentucky)
Park Hills is een plaats (city) in de Amerikaanse staat Kentucky, en valt bestuurlijk gezien onder Kenton County.

## Demografie
Bij de volkstelling in 2000 werd het aantal inwoners vastgesteld op 2977.
In 2006 is het aantal inwoners door het United States Census Bureau geschat op 2776, een daling van 201 (-6,8%).

## Geografie
Volgens het United States Census Bureau beslaat de plaats een oppervlakte van
2,0 km², geheel bestaande uit land.

## Plaatsen in de nabije omgeving
De onderstaande figuur toont nabijgelegen plaatsen in een straal van 4 km rond Park Hills.